# ايموزار مرموشة
إيموزار مرموشة (بالأمازيغية: ⵉⵎⵓⵣⴰⵔ ⵎⴰⵔⵎⵓⵛⴰ) هي مدينة صغيرة وجماعة جبلية ذات طابع حضري بإقليم بولمان بجهة فاس مكناس في المغرب. تضم 4209 نسمة، حسب الإحصاء العام للسكان والسكنى لسنة 2014، تقع إيموزار مرموشة على قمة جبل منضدية، يبلغ إرتفاعها 1700 متر فوق سطح البحر بالأطلس المتوسط الشرقي، محاطة بجبل بويبلان شمالا، وكثلة تيشوكت جنوبا. تشتهر المدينة بشلال مائي طبيعي على وادي إيموزار مرموشة، وبإنتاجها للكرز. 

## التاريخ
إشتهرت مدينة إيموزار مرموشة بمقاومتها ضد المستعمر الفرنسي في إطار حركة جيش التحرير الوطني إى جانب كل من مدينة تازة والحسيمة والناظور خلال ثورة 2 أكتوبر 1955 التي استهدفت مصالح الحماية بهذه المناطق. تم إنشاء فضاء للذاكرة التاريخية بالمدينة للتوثيق لمقاومة أبناء المنطقة خلال هذه الفترة. 

## الجغرافيا
تقع إيموزار مرموشة على قمة جبلية ذات بنية منضدية، يبلغ إرتفاعها 1700 متر فوق سطح البحر بالأطلس المتوسط الشرقي، محاطة بجبل بويبلان شمالا، وكثلة تيشوكت جنوبا، تنتمي المدينة للحوض المائي لإيموزار مرموشة، وهو من روافد حوض سبو. تحيط بالمدينة ثلاث جماعات قروية، وهي جماعة ايت بازة وجماعة ايت المان وجماعة تالزمت.

## المرافق
مقر جماعة ايت المان •  مقر جماعة إيموزار مرموشة •  مخفر للدرك •  ثانوي 2 أكتوبر التأهيلية المختلطة •  سوق أسبوعي •  مقبرة •  مطرح للنفايات •  دار الأمومة •  مركز المياه والغابات •  مدرسة للتعليم الخصوصي •  أربع مدارس إبتدائية •  ملعب بلدي •  مكتبة بلدية •  مركز فلاحي •  محكمة أسرة •  دار الشباب •  مركز صحي من الدرجة الثانية •  مسبح بلدي •  فندق •  مأوى سياحي •  أربعة مساجد •  دار تحفيظ القران الكريم •  مركب سوسيو رياضي

## المعالم
فضاء الذاكرة التاريخية إيموزار مرموشة 
شلال إيموزار مرموشة الطبيعي دائم الجريان 
المنبع المائي الطبيعي "رأس العين"
غابة الصنوبر الحضرية
مهرجان إيموزار مرموش 

## أحياء المدينة
- مركز ايموزار مرموشة
- حي أقجوع
- حي 18 ضامن
- حي تاغروت
- حي ايت يافر
- القشلة

## معرض الصور

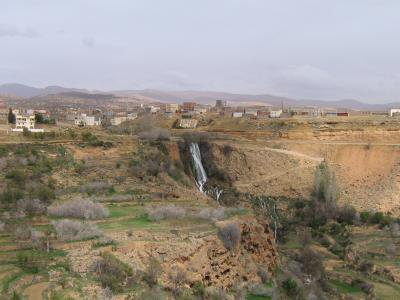
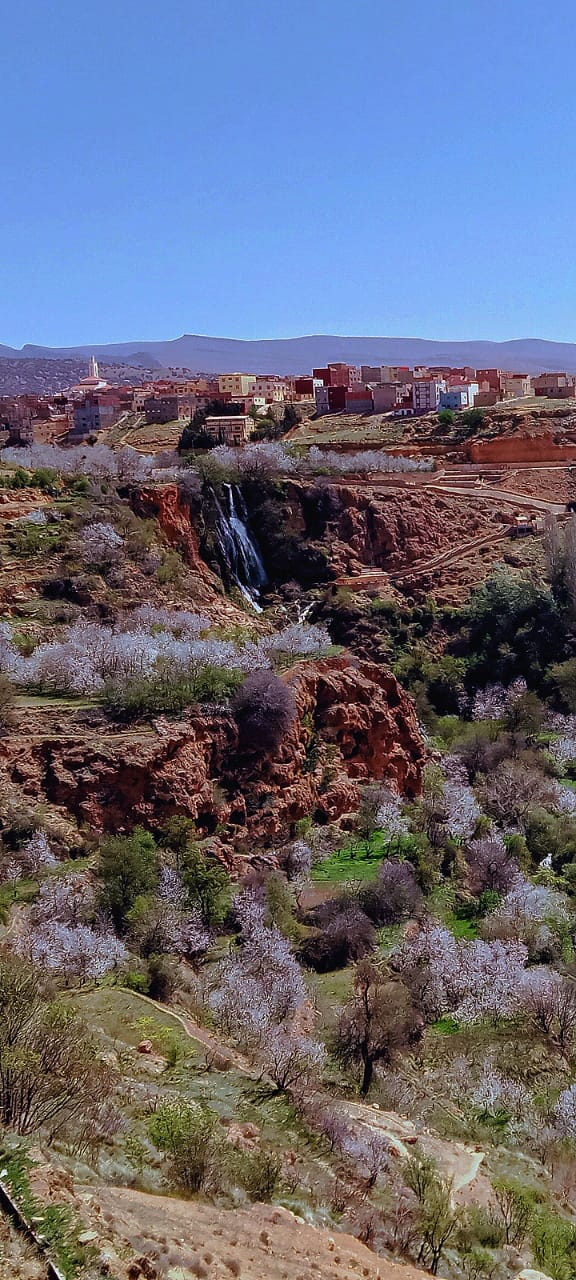
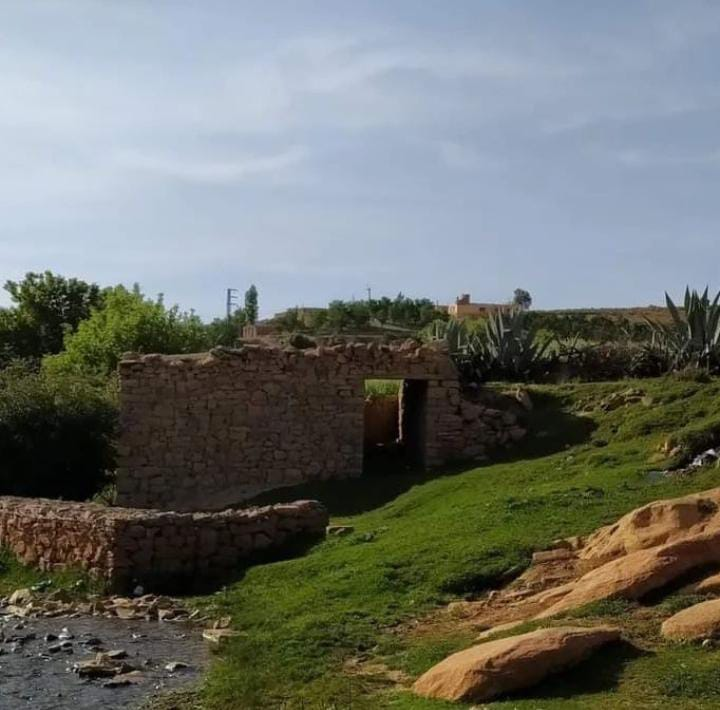
عين تيطاو بمدينة إيموزار مرموشة
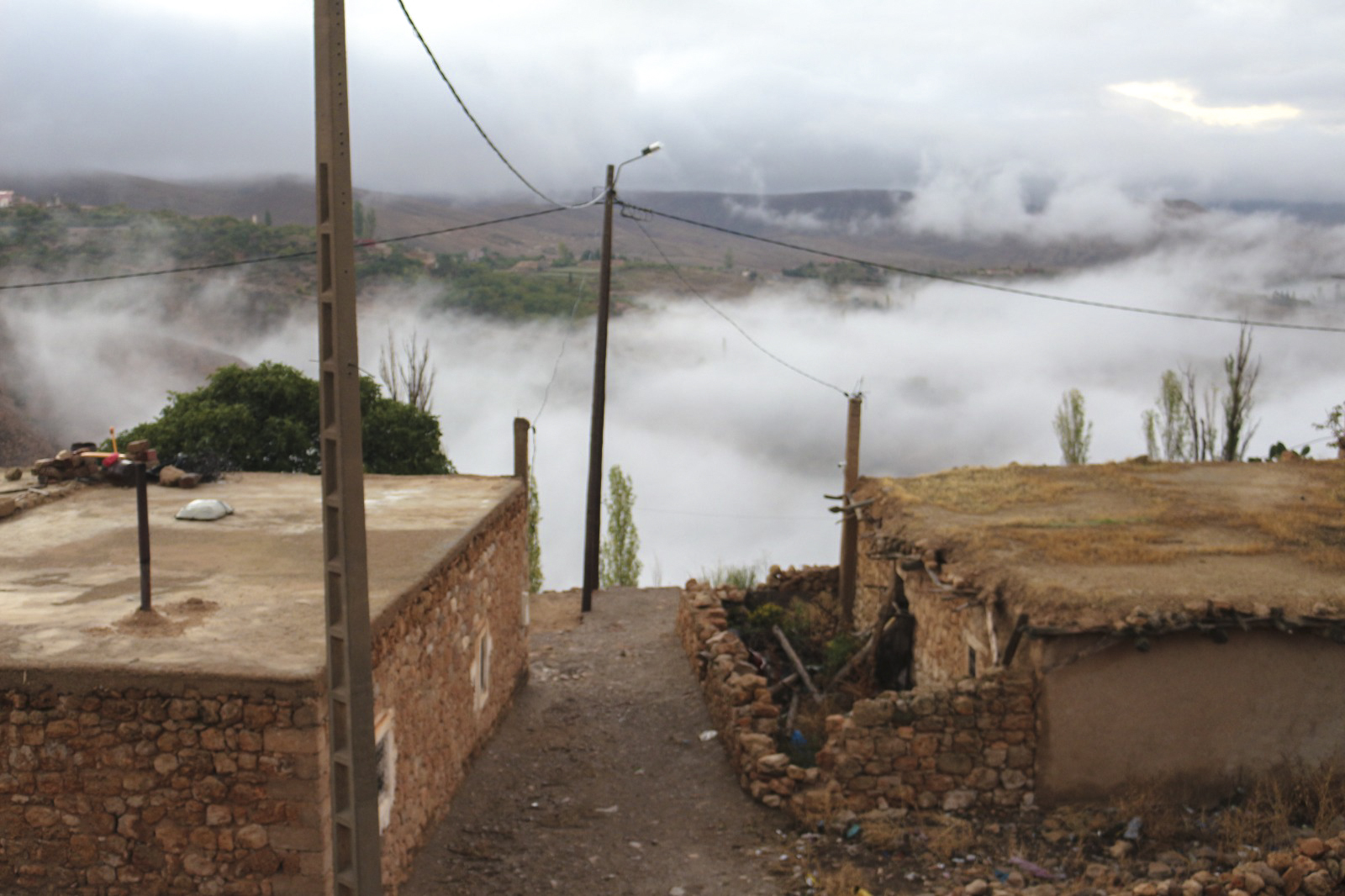
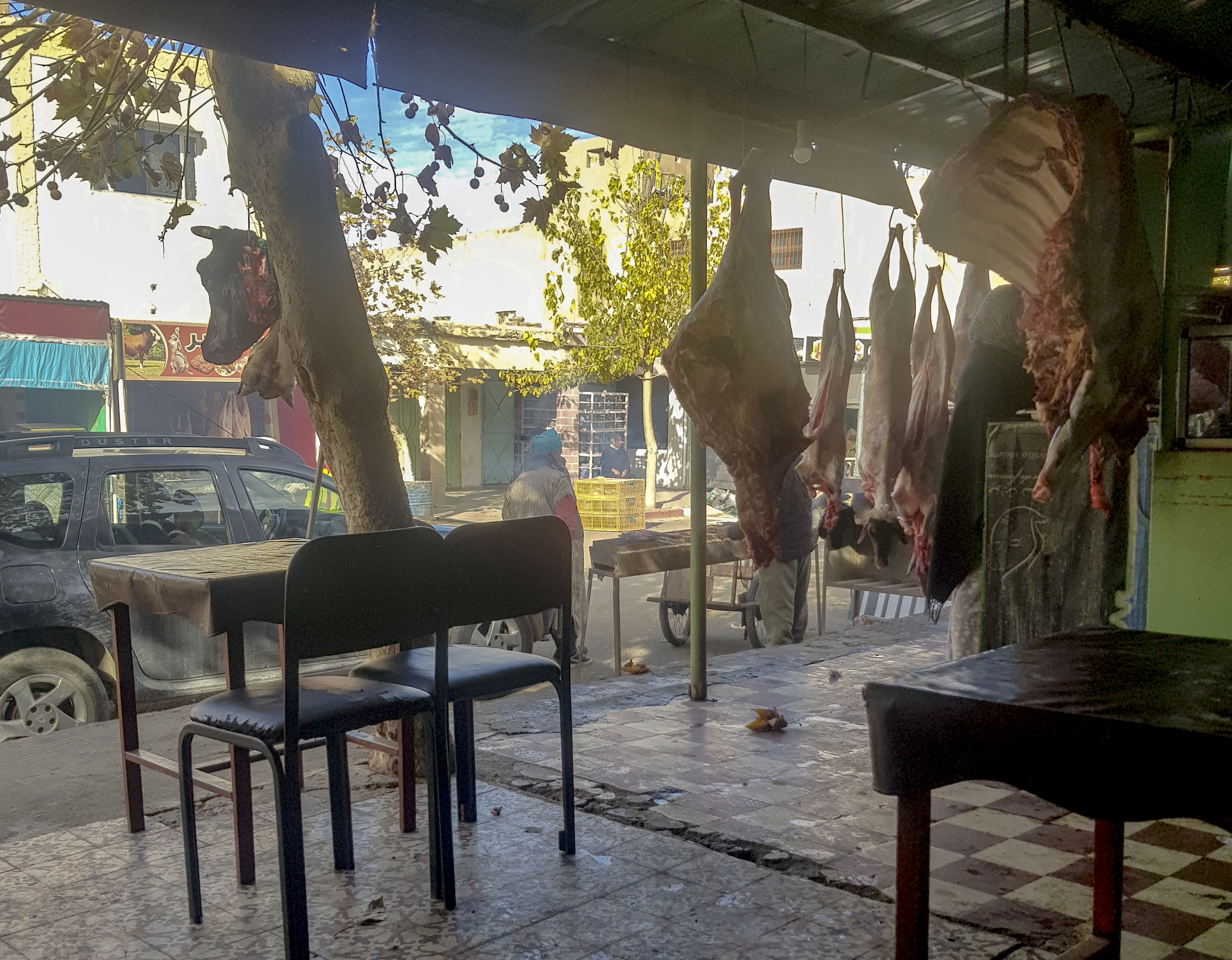
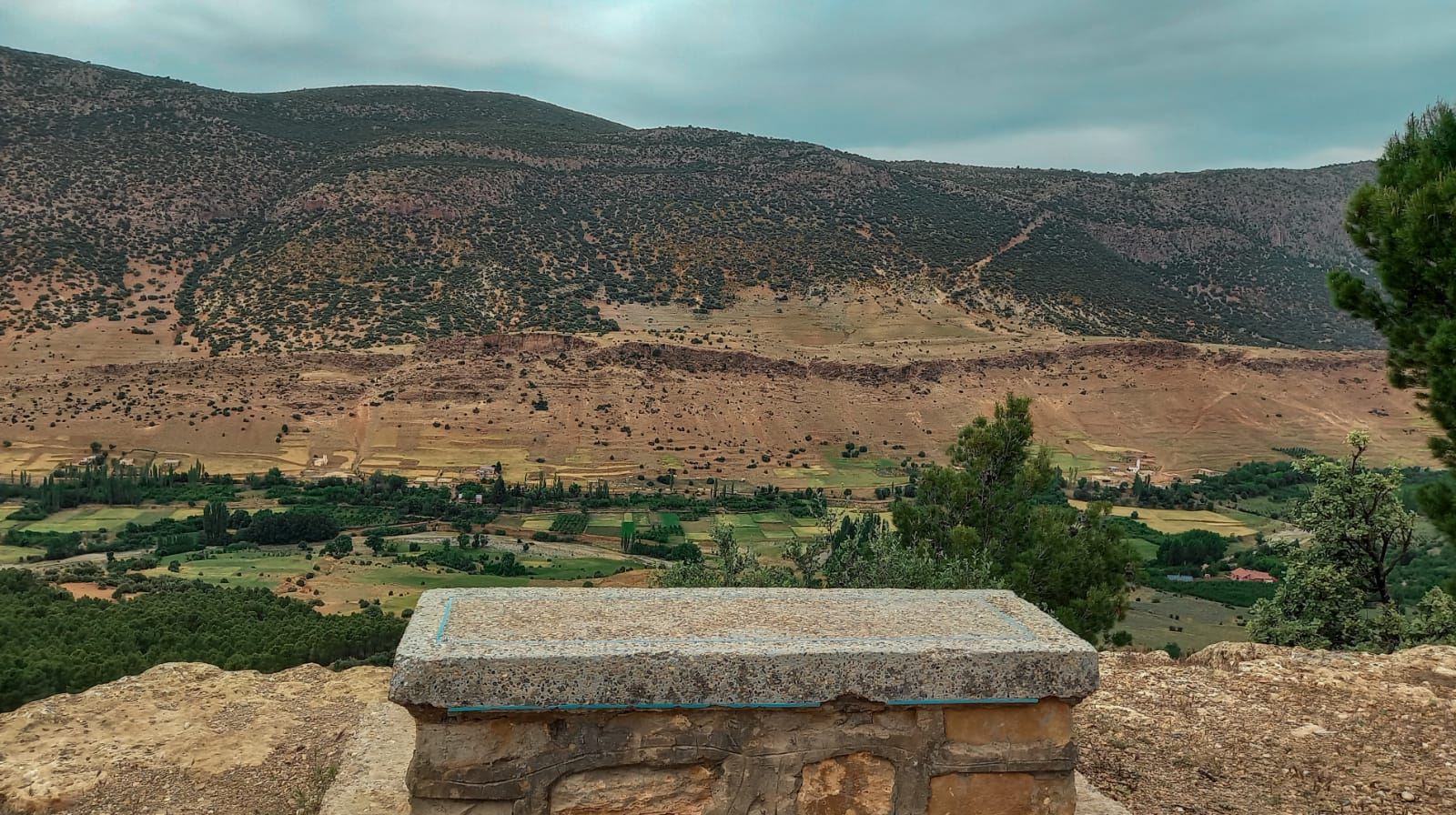
وادي ايت ماما من الغابة الحضرية لإيموزار مرموشة
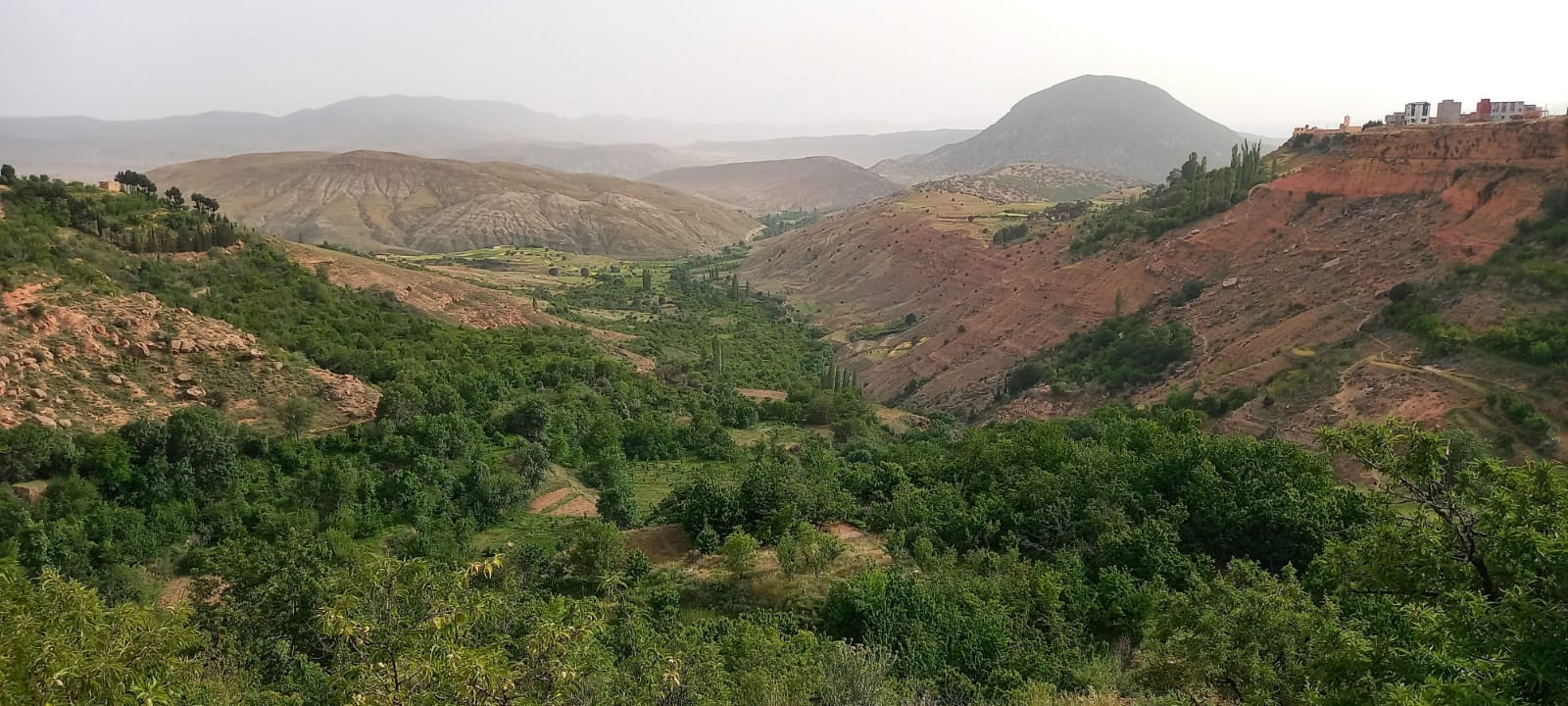
وادي إيموزار مرموشة، تظهر مدينة إيموزار مرموشة أعلى السفح الأيمن
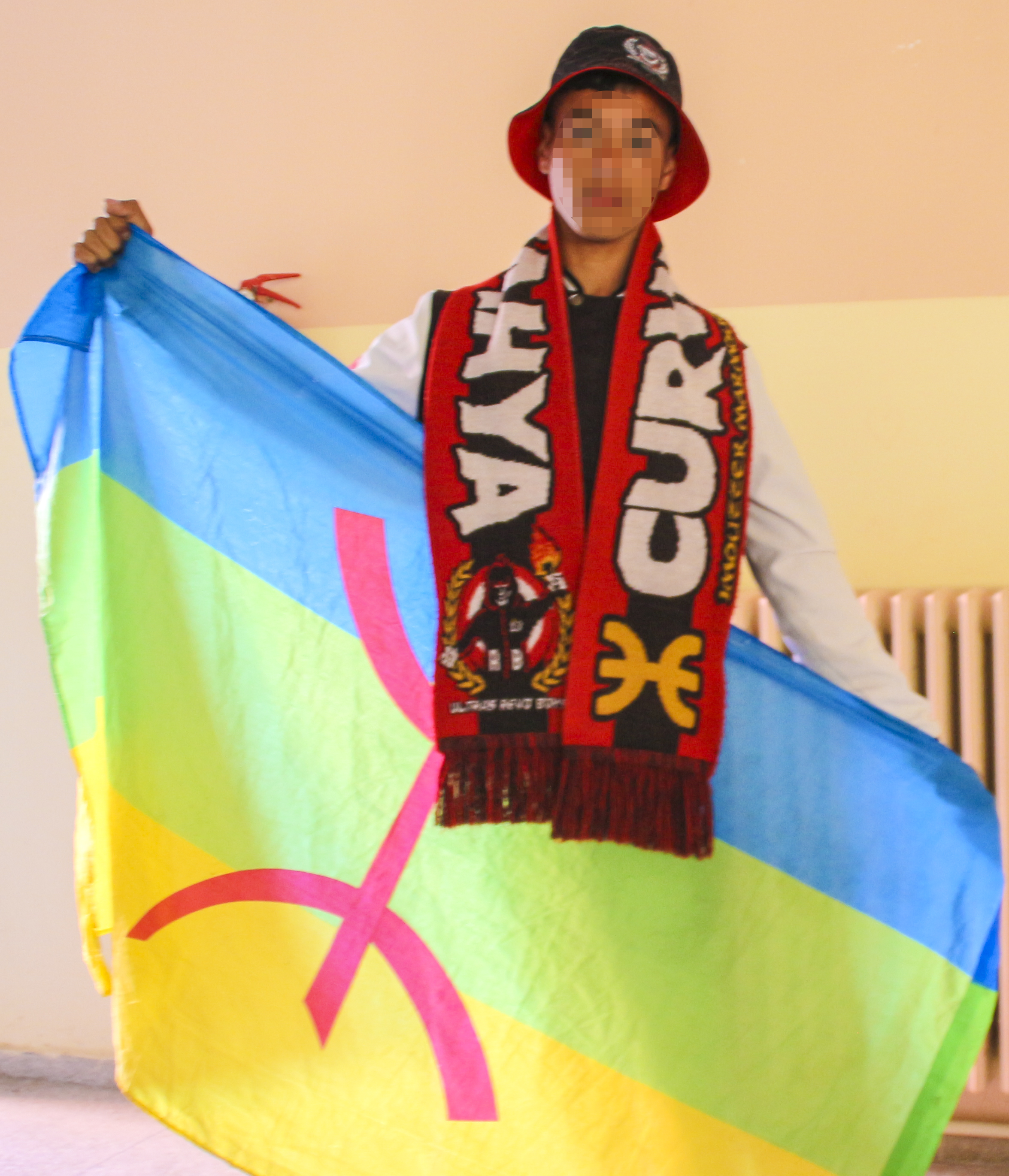
مشجع نادي كرة القدم لإيموزار مرموشة من التراس ريفيو بويز، مع العلم الأمازيغي.